# Ittigen
Ittigen est une ville et une commune suisse du canton de Berne, située dans l'arrondissement administratif de Berne-Mittelland.

## Géographie
La commune fait partie de l'agglomération de Berne.
Elle se situe au nord-est de celle-ci à 526 m d'altitude, dans la partie inférieure de la vallée de la Worble sur une terrasse du Mannenberg, qui constitue son point culminant (688 m). Le point le plus bas est à 489 mètres d’altitude, à Worblaufen, à l'endroit où l'Aar quitte le territoire de la commune. Celui-ci couvre une superficie de 4,2 km2.
En 2009, la commune comptait 60,4 % de surfaces d'habitat et d'infrastructures, 23,9 % de surfaces agricoles, 14,5 % de surfaces boisées et 1,2 % de surfaces improductives.
Les communes limitrophes sont Berne, Münchenbuchsee, Moosseedorf, Bolligen, Ostermundigen et Zollikofen.

## Toponymie
La plus ancienne occurrence du toponyme, Yttingen, date de 1318. Il connaît par la suite plusieurs variations : villa de Ittigen (1326), Jttingen (1389), Ytigen (1786) puis Ittigen (1870).
Le préfixe correspond au nom d'une personne en vieux haut allemand (Ito ou Itto), tandis que le suffixe désigne un lieu.
Ittigen signifie donc le lieu où se trouvent les Ito ou Itto.

## Héraldique
| Armes de Ittigen | Les armes de la commune d'Ittigen se blasonnent ainsi : Écartelé de gueules et d'or, au second à la grenade de sable enflammée du premier, au troisième à une roue de moulin du troisième (trad.),. |

La roue de moulin qui figure sur les armoiries de la commune rappelle l'ancien moulin de Schermenmühle, les deux anciens moulins à papier (Papiermühlen : zu Thal et Worblaufen) et les anciennes forges. La grenade évoque les deux anciennes fabriques de poudre (à Schermen et Worblaufen).

## Démographie
Ittigen compte 11 435 habitants (état le 31 décembre 2020). Au 31 décembre 2008, sa densité de population s'élevait à 2 702,6 hab./km2.
La population a rapidement augmenté après 1960, entraînant la construction de nouveaux quartiers.
Le graphique ci-après montre l'évolution de la population depuis 1764,,.
En 2018, la commune comptait 25,4 % d'étrangers.
En 2000, 86,2 % de la population indiquait l'allemand comme langue principale, 2,5 % l'italien, 2,5 % le français et 1,8 % le serbo-croate.
Le taux de chômage s'élevait en moyenne à 2,2 % sur l'année 2020 et 7,7 % des résidents bénéficiaient de l'aide sociale en 2018.

## Politique
Ittigen est gouverné par une Assemblée communale (Gemeindeversammlung) et un Conseil communal (Gemeinderat) de 7 membres.
Lors de l'élection de 2019 au Conseil national, l'UDC a obtenu 22,2 % des voix, le PS 16,2 %, le PLR 14,6 %, les Verts 12,9 %, les Vert'libéraux 11,3 %, le PBD 9,4 %, le PEV 5,0 %, le PDC 3,3 % et l'UDF 1,3 %,.

### Jumelage
- Dobrouch (Biélorussie), de 1990 à 2020[19]

## Histoire
La commune d'Ittigen est devenue indépendante de celle de Bolligen en 1983, après notamment une votation populaire organisée en 1978. Jusque-là, elle formait un « quartier communal » (Viertelsgemeinde) de Bolligen : les finances, les impôts et les affaires scolaires générales incombaient à la commune et les autres domaines aux quartiers.

## Monuments
- Château d'Ittigen[20]

## Institutions
C'est le siège de la Maison du Sport où se trouve la Fédération suisse d'athlétisme.
Les offices fédéraux de l’énergie, l’environnement, l’aviation civile, des routes, des transports et du développement territorial se trouvent également à Ittigen.
La Fondation Gosteli qui abrite les archives des mouvements de femmes en Suisse se trouve dans le quartier de Worblaufen.
Depuis 1991, les aires de repos d'autoroute autour d'Ittigen sont payantes. Cette mesure est controversée.